# Rudolf Kriß
Rudolf Kriß (* 5. März 1903 in Berchtesgaden; † 15. August 1973 ebenda) war Brauereibesitzer, Volkskundler und kommunaler CSU-Politiker. Während der Zeit des Nationalsozialismus wurde er aufgrund regimekritischer Äußerungen zum Tode verurteilt, später jedoch begnadigt.

## Leben und Wirken
Rudolf Kriß entstammte einer alteingesessenen Berchtesgadener Familie, der bis 1970 über mehrere Generationen hinweg das Hofbrauhaus Berchtesgaden gehörte. Nachdem sein Vater im Ersten Weltkrieg gefallen war, nahm Kriß im Interesse der Brauerei zuerst ein Studium zum Diplomkaufmann auf. Sein eigentliches Interesse galt jedoch dem Studium der Volkskunde, worin er 1929 mit einer Dissertation über das „Gebärmuttervotiv“ promovierte. Das Hofbrauhaus verkaufte er 1970 an Thurn und Taxis.
Kriß hatte zwei Adoptivsöhne, die gemeinsam seinen Nachlass verwalteten. Erst hatten sie auch dessen wissenschaftliche Aufarbeitung unterstützt, sich zuletzt jedoch mit der Begründung dagegen ausgesprochen, „dem Betroffenen könnte durch eine Publikation Schaden angetan werden“. Einer von ihnen, Lenz Kriss-Rettenbeck, war ebenfalls Volkskundler und von 1974 bis 1985 Generaldirektor des Bayerischen Nationalmuseums.
Seine letzte Ruhestätte fand Rudolf Kriß in Schönau am Königssee auf dem Bergfriedhof.

### Volkskundler
Ab 1933 fungierte Rudolf Kriß als Privatdozent in Wien und leitete die Sammlung für religiöse Volkskunde. 1935 wurde er zum Professor berufen, erhielt jedoch als religiöser Volkskundler und bekennender Gegner der nationalsozialistischen Diktatur nach dem Anschluss Österreichs ab 1938 Lehrverbot.
Nach dem Krieg setzte Kriß seine wissenschaftliche Tätigkeit für kurze Zeit in Salzburg, dann in München fort. Dazu gehörten auch Forschungsreisen nach Nordafrika und die Erweiterung seiner privaten Sammlung. Diese umfasste zuletzt über 14.000 Votivgaben und andere Zeugnisse religiöser Volkskunst aus Mitteleuropa, mit dem Alpenraum als Schwerpunkt. Die Sammlung überließ er 1951 dem Bayerischen Nationalmuseum als Schenkung; sie war dort ab 1961 im volkskundlichen Teil zu sehen. Von 1995 bis 2006 war sie im Straubinger Herzogschloss, einer Zweigstelle des Nationalmuseums, untergebracht. Seit 2007 werden herausragende Werke der Sammlung im Museum Kloster Asbach ausgestellt.
Von 1962 bis 1969 war Kriß auch erster Vorsitzender des Heimatkundevereins Berchtesgaden.

### Opfer der NS-Justiz
Kriß stand den Ideen des Nationalsozialismus grundsätzlich ablehnend gegenüber. Die Zeit seines Lehrverbots ab 1938 füllte er mit der Arbeit an einem Buch über die Berchtesgadener Weihnachtsschützen aus. Diese hatten sich bisher gegen die Vereinnahmung ihres Brauchtums durch das NS-Regime gewehrt. Kriß unterstützte die autonomen Bestrebungen des Vorstands der Berchtesgadener Weihnachtsschützen und entwickelte aus Sicht des von der NSDAP dominierten Gemeinderats als deren intellektueller Anführer „defätistische“ Aktivitäten, wie die als Unterstützer der „katholischen Aktion“. In der Anklageschrift „in breiter Weise als Werkzeug des Katholizismus“ hingestellt, wurde er vom Volksgerichtshof unter Vorsitz Roland Freislers am 25. September 1944 wegen Hochverrats zum Tode verurteilt. Später wurde die Strafe in lebenslange Haft umgewandelt, wofür sich u. a. Frau Rigele, eine Schwester Hermann Görings, eingesetzt haben soll.
Die Vereinigten Weihnachtsschützen des Berchtesgadener Landes ernannten ihn nach dem Krieg zum Ehrenvorsitzenden.

### Kommunalpolitiker
Nach Kriegsende wurde Rudolf Kriß von der amerikanischen Besatzungsmacht zum Bürgermeister Berchtesgadens bestellt. Dieses Amt hatte er nach der nur 20-tägigen Amtszeit von Karl Kollmann vom 28. Mai 1945 bis zum 13. März 1946 inne. Danach gehörte er für die CSU dem Kreistag von Berchtesgaden an und war Gemeinderat der damals noch selbstständigen Gemeinde Au.

## Auszeichnungen und Ehrungen
- Ehrenvorsitzender der Vereinigten Weihnachtsschützen des Berchtesgadener Landes
- 1955: Bundesverdienstkreuz 1. Klasse[13]
- 1959: Bayerischer Verdienstorden[14]
- 1969: Ehrenmitgliedschaft im Heimatkundeverein Berchtesgaden
- 1969: Bayerischer Poetentaler

Ein Antrag, das 2004 eingeweihte neue Berchtesgadener Gymnasium nach Rudolf Kriß zu benennen, fand im Berchtesgadener Gemeinderat hingegen keine Mehrheit.

## Werke
- Das Gebärmuttervotiv. Benno Filser, Augsburg 1929.
- Volkskundliches aus altbayerischen Gnadenstätten. Benno Filser, Augsburg 1930.
- Die religiöse Volkskunde Altbayerns. Rohrer, Baden (Österreich) 1933.
- Bauernmalerei aus drei Jahrhunderten. 1936.
- Freiheit und Bindung. Saturn, Wien 1936.
- Die schwäbische Türkei. Schwann Verlag, 1937.
- Das Berchtesgadener Weihnachtsschießen und verwandte Bräuche. Hölzl, Wien 1941.
- mit Sebald Tewes: Sitte und Brauchtum im Berchtesgadener Land. Filser, München 1947.
  - zweite Auflage mit Illustrationen von Paul Ernst Rattelmüller, Verlag Berchtesgadener Anzeiger, 1963.
- Im Zeichen des Ungeistes. Filser, München 1948.
- Wallfahrtsorte Europas . Hornung Verlag, 1950.
- Die Volkskunde der Altbayerischen Gnadenstätten.
  - Band 1: Oberbayern. Filser, München 1953.
  - Band 2: Niederbayern und Oberpfalz. Filser, München 1955.
  - Band 3:  Theorie des Wallfahrtswesens. Filser, München 1956.
- Kultur und Volk. Österreichisches Museum für Volkskunde, 1954.
- mit Hubert Kriss-Heinrich: Peregrinatio neohellenika: Wallfahrtswanderungen im heutigen Griechenland u. in Unteritalien. Österreichisches Museum für Volkskunde, 1955.
- mit Lenz Kriss-Rettenbeck: Eisenopfer: Das Eisenopfer in Brauchtum u. Geschichte. Hueber Verlag, 1957.
- Volksglaube im Bereich des Islam.
  - Band 1: Wallfahrtswesen und Heiligenverehrung. Harrassowitz, Wiesbaden 1960.
  - Band 2: Amulette, Zauberformeln und Beschwörungen. Harrassowitz, Wiesbaden 1962.
- Die Darstellung des Konzils von Trient in Hans Pfitzners musikalischer Legende „Palestrina“. Hans-Pfitzner-Gesellschaft, 1962.
- Die Berchtesgadener Tracht. Verlag Berchtesgadener Anzeiger, 1973.
- mit Hubert Kriss-Heinrich: Volkskundliche Anteile in Kult und Legende äthiopischer Heiliger. Harrassowitz, Wiesbaden 1975.

- Als Herausgeber: Berchtesgadener volkskundliche Schriften. Filser.[1]